# Meiglyptes
A Meiglyptes a madarak (Aves) osztályának harkályalakúak (Piciformes) rendjébe, ezen belül a harkályfélék (Picidae) családjába tartozó nem.

## Előfordulásuk
A Meiglyptes-fajok Délkelet-Ázsia és az indonéz szigetek harkályai.

## Rendszerezés
A nembe az alábbi 4 faj tartozik:
- Meiglyptes grammithorax (Malherbe, 1862) - korábban azonosnak tartották a M. tristisszel
- Meiglyptes jugularis (Blyth, 1845)[2]
- Meiglyptes tristis (Horsfield, 1821)[3]
- Meiglyptes tukki (Lesson, 1839)[4]

A modern DNS-vizsgálatok bebizonyították, hogy ennek a madárnemnek a legközelebbi rokonai, a Hemicircus-fajok, valamint a Micropternus brachyurus.